# ملحق التصفيات في دوري أبطال آسيا 2011

## المباريات

### غرب آسيا
| فريق 1      | نتيجة       | فريق 2      |
| نصف النهائي | نصف النهائي | نصف النهائي |
| ----------- | ----------- | ----------- |
| السد        | 5–1         | الاتحاد     |
| النهائي     |             |             |
| السد        | 2 – 0       | ديمبو أس سي |

#### نصف النهائي
| السد                                              | 5 – 1  | الاتحاد             |
| ------------------------------------------------- | ------ | ------------------- |
| كيتا 12'، 30' · ليوناردو 33'، 67' · مجدي صديق 76' | Report | عمر حميدي 82' (ض.ج) |

#### النهائي
| السد                    | 2 – 0   | ديمبو أس سي |
| ----------------------- | ------- | ----------- |
| كيتا 33' · ليوناردو 89' | التقرير |             |

### شرق آسيا
| فريق 1      | نتيجة               | فريق 2             |
| نصف النهائي | نصف النهائي         | نصف النهائي        |
| ----------- | ------------------- | ------------------ |
| سريويجايا   | 2–2 (ب.و.إ) (7–6 ض) | موانغ ثونغ يونايتد |
| النهائي     |                     |                    |
| سريويجايا   | 0 – 4               | العين              |

#### نصف النهائي
| سريويجايا               | 2 – 2 (ب.و.إ.) | موانغ ثونغ يونايتد          |
| ----------------------- | -------------- | --------------------------- |
| غومبز 49' · جتويسي 112' | Report         | داتساكرون 82' · تيراسيل 93' |

#### النهائي
| سريويجايا | 4 – 0 | العين                                                                |
| --------- | ----- | -------------------------------------------------------------------- |
|           |       | هداف عبدالله 14' · الياس 45' (ض.ج.)، 52' · عمر عبد الرحمن 51' (ض.ج.) |

## وصلات خارجية
- الصفحة الرئيسية لدوري ابطال آسيا (بالعربية)
- لوائح مسابقة دوري أبطال آسيا 2011 نسخة محفوظة 12 يونيو 2012 على موقع واي باك مشين.